# Dezize-lès-Maranges
Dezize-lès-Maranges település Franciaországban, Saône-et-Loire megyében. Lakosainak száma 164 fő (2022. január 1.). Dezize-lès-Maranges Santenay, La Rochepot, Change, Cheilly-lès-Maranges, Paris-l’Hôpital és Sampigny-lès-Maranges községekkel határos.

## Népesség
A település népességének változása:
| Lakosok száma | 192  | 180  | 178  | 174  | 173  | 173  | 170  | 167  | 164  |
|               | 2013 | 2015 | 2016 | 2017 | 2018 | 2019 | 2020 | 2021 | 2022 |